# Marumba roseipennis
Marumba roseipennis är en fjärilsart som beskrevs av Max Bartel 1900. Marumba roseipennis ingår i släktet Marumba och familjen svärmare. Inga underarter finns listade i Catalogue of Life.